# 一谷嫩軍記

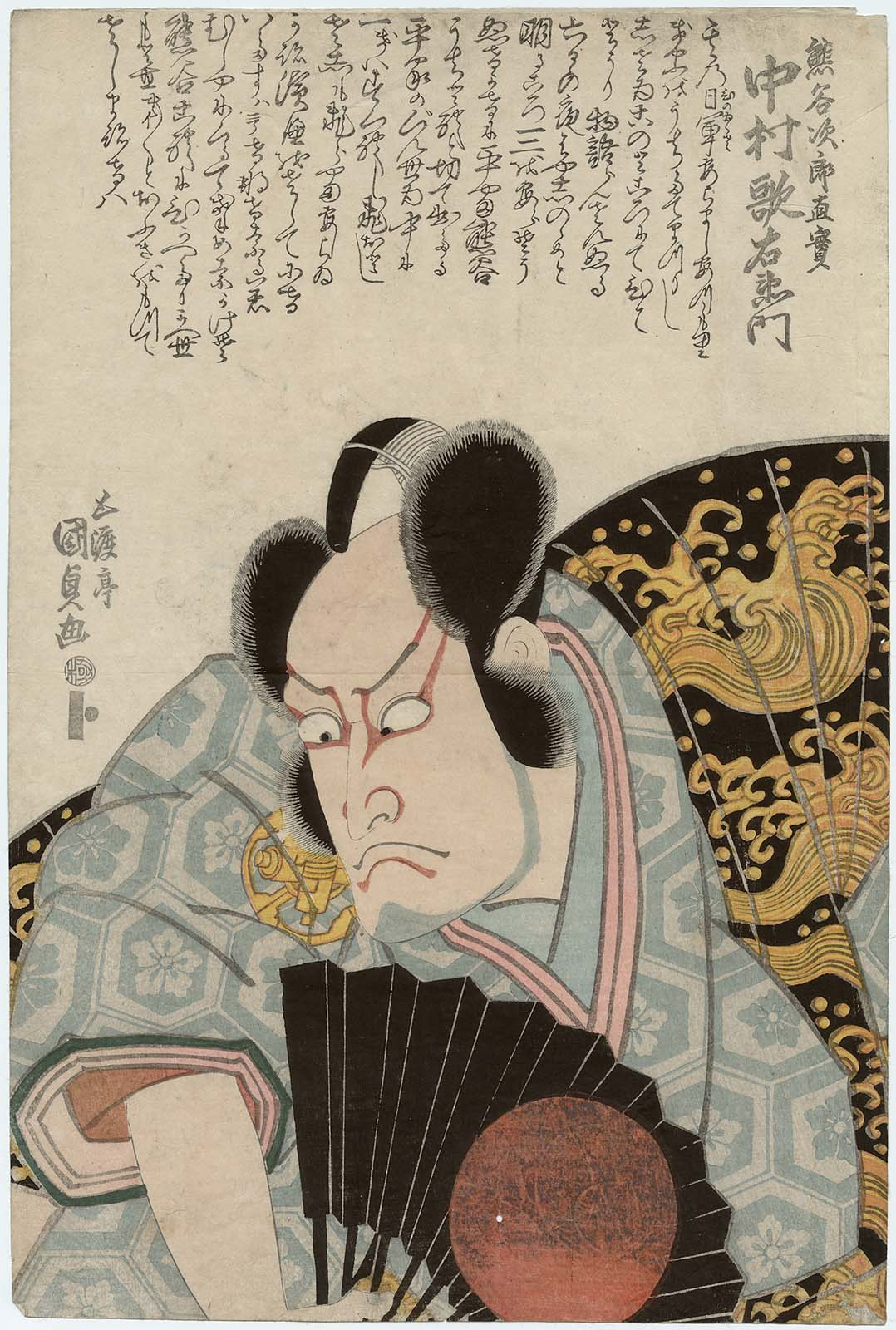
三代目中村歌右衛門の熊谷次郎直実。文化8年（1820年）9月、江戸中村座。三段目の切「熊谷陣屋」の場面を描く。歌川国貞画。

『一谷嫩軍記』（いちのたにふたばぐんき、一谷嬾軍記とも）とは、文楽および歌舞伎の演目のひとつ。五段続、宝暦元年（1751年）11月に大坂豊竹座にて初演。並木宗輔の作。三段目の切は特に『熊谷陣屋』（くまがいじんや）と通称される。ただし宗輔はこの作の三段目までを執筆して病没したので、浅田一鳥らが四段目以降を補って上演した。版行された浄瑠璃本には、作者として浅田一鳥・浪岡鯨児・並木正三・難波三蔵・豊竹甚六の連名のあとに、「故人」として並木宗輔の名が記されている。

## あらすじ

### 初段
（堀川御所の段）時に寿永三年の二月半ば、平家は源氏に追い詰められ安徳天皇を戴いて西国へと落ち、京の堀川御所にいる源義経は、鎌倉の兄源頼朝から平家追討の命を受け、日夜その事について評議をしていたが、そんななか平家の平大納言時忠が義経のもとを訪れた。時忠は一門を裏切り自分の娘卿の君を義経の妻とさせ、安徳天皇のもとにあった三種の神器のうち、八咫の鏡と神璽をひそかに奪い取り義経に差し出していた。
そこへさらに藤原俊成の娘、菊の前が訪れる。菊の前によれば、父俊成のもとに或る旅人が訪れ、いま俊成が撰者となって編纂している『千載和歌集』に自分の和歌を入れてほしいと願い出ており、それを記した短冊を持って来たのだという。義経が見ると、「さざなみや　しがのみやこは　あれにしを　むかしながらの　やまざくらかな」という和歌。じつはこれは平家の武将平忠度が詠んだ和歌であり、いま源氏と敵対する平家の者が詠んだ歌を、勅撰和歌集に入れてもよいかどうか源氏の義経に伺いに来たのであった。その場にいた時忠は反対するが義経は、ひとまずこの短冊は自分が預かるといって菊の前を帰らせた。
次に義経の家臣である岡部六弥太忠澄と、熊谷次郎直実が義経の前に出た。頼朝より再三平家追討の軍を出立させるよう義経が催促を受けているので、早く出立するようにと二人は進言するが、義経は今むやみに攻めて平家方に残された三種の神器の一つである十握の剣を失うことがあっては一大事であり、それを取り戻す機会をうかがっているのだと言い、また六弥太には件の短冊を桜の枝に付けて渡し、これを忠度に届けるよう命じた。いっぽう熊谷には、「此花江南の所無也、一枝折盗の輩に於ては、天永紅葉の例に任せ、一枝を切らば一指を切るべし」という文言の書かれた高札を渡し、須磨に行き陣所を構え、そこにある若木の桜をこの制札で以って守れと命じた。両人は時忠とともにそれぞれ短冊と高札を手にして義経の前を下がる。
（北野天神の段）北野天神では今を盛りの桜が咲き誇り、その境内に幕を張り腰元たちを連れて花見をしているのは、義経の妻卿の君であった。じつは卿の君は、義経が忍びでこの北野天神に毎日参詣していることを知り、待ち構えていたのである。はたしてそこへ編笠をかぶり、姿をやつした義経が熊谷の息子小次郎直家を供にしてやってきた。卿の君は二人を幕の内へと招き入れる。
だがその隣の幕には卿の君の父である時忠が、源氏の侍梶原平次景高と平山武者所末重を連れてきていた。時忠には卿の君のほかに玉織姫という娘がいたが、これが平経盛の養女となっていた。時忠はこの玉織姫をいずれ経盛のもとから取り返し、平山武者所に嫁がせる約束をする。また時忠は、義経は自分にとって後まで信用することのできる人物ではない、いずれ卿の君も義経の手から奪って、景高に添わせようという。この密談は、義経たちにも洩れ聞えていた。小次郎は怒りのあまり幕を飛び出し、時忠たちを討とうするが義経に止められる。しかしその間に、やはり話を耳にしていた卿の君が自害してしまったのである。父の悪事を悲しんでのことであった。これには義経や小次郎、腰元たちも嘆き悲しむが、義経は小次郎たちに卿の君の死骸を駕籠に乗せ館へ帰るように命じ、自分はひとり別に帰っていった。
駕籠に小次郎が付き添い一行が館に帰ろうとすると、景高と平山が手下を連れてあらわれ、卿の君を奪おうとする。小次郎が応戦するが最後は多勢に無勢、腰元たちとともに駕籠を残して逃げ去る。だが景高と平山が駕籠の中を改めると卿の君は死んでいるので二人ともびっくりする。そこへ時忠も来てさすがに娘の死を悲しみ、その場で野辺の送りをすることになる。
（経盛館の段）平家が拠点としていた福原の御所も、いまでは一門はそこを立ち退き、残っているのは平経盛とその身内だけであった。経盛は養女の玉織姫を、自分の息子である平敦盛といずれ夫婦にしようと決めていたが、折からの源平の争いでまだそれが叶わなかった。そこに都から時忠の使者大館玄蕃が訪れ、主人時忠の意向により玉織姫を引き渡せという。経盛は姫のためを思って玄蕃に姫を渡そうとするが、玄蕃が時忠が姫を呼び戻すのは平山武者所に嫁がせるためだというと、いきなり姫は玄蕃が指している刀を奪い、玄蕃を斬り殺した。これはと経盛は仰天するが、姫は敦盛のほかに夫はないと心に決めていたのである。経盛の妻で敦盛の生母藤の方はよくやったと姫を誉め、敦盛を呼んで姫と祝言の盃をさせるのだった。だがこのとき経盛は、みなの前で思いもよらぬことを語った。
藤の方はもと後白河院に仕えた女房であったが、経盛の妻となる前すでに懐妊しており、そののち産み落としたのが敦盛であった。つまり敦盛はじつは、後白河院の落胤だったのである。しかし平家の命運は尽き、いずれこのままでは敦盛も一門とともに命を落とすことになるであろう。そうなるまえに藤の方と玉織姫を連れてすぐさまここを立ち退き、都に上って身を隠しいずれ院を頼るようにと経盛は敦盛に言い聞かせる。敦盛はいったんはそれを拒むが、経盛に聞き分けなければこの場で切腹するといわれ、致し方なく承知する。敦盛をはじめとする人々はその用意に奥へと入る。
そこにいまは八島に向けて安徳天皇とともに落ち延びている平宗盛から、経盛に宛てて書状が届く。安徳天皇や建礼門院を守護するための援軍として出立せよとの知らせであった。経盛は敦盛や藤の方に告げる暇もなく、その場を立ち去った。だがそのあとで敦盛は緋縅の鎧兜に身を固め、騎馬で出陣しようとする。藤の方はこれを見て驚くが、敦盛は経盛のいうことを聞くようには見せたものの、やはり平家の一門として討死をする覚悟だったのである。その姿を見た玉織姫は自分もともに連れて行ってと頼み、藤の方も姫を連れて行くよう勧めるので、敦盛は姫を連れて一谷へと向うのであった。
ふたりを見送った藤の方は、声をあげて泣いた。じつは幼いころより舞楽を好み、戦のことなど何一つ知らぬ敦盛。それが戦場に出たならばすぐさま討取られるのは知れたこと、それを送り出し姫まで付き添わせたのは、臆病者のそしりを免れさせ、また敦盛と姫をせめて少しでも、夫婦として一緒にいさせてやりたいと思う心からであった。だがそこへ平山武者所の手下どもが玉織姫を奪いに攻め入ってきた。藤の方に仕える奥女中たちはてんでに薙刀や刀を持って応戦し、藤の方は経盛のあとを追って落ち延びてゆく。

### 二段目
（一谷陣門の段）敦盛は平家方の大将として、須磨の浦を近くにする一谷で陣を構えている。月もない夜、そこに熊谷直実の息子小次郎がひとり先陣に駆けつけ、その陣門の前まできた。すると陣の中から管弦の音が聞える。小次郎は、自分たちのような荒々しい田舎の者に比べ、かかる戦場においても管弦の音を奏でる平家方の優美さよと心を動かされるのであった。
そこへ平山武者所も、ひとり先陣を争って馬に乗り駆けつける。平山は小次郎に先陣を譲るので、小次郎は名乗りをあげて陣中へと入り、平家方の手勢と斬りあいとなる。ほどなく熊谷直実も現れ、これも陣中へと切り込むが、やがて小次郎が手傷を負ったといって小次郎を抱え、すさまじい勢いで立ち去った。平山は熊谷親子の手柄を横取りしようと考えていたのだが当てが外れたと思うところ、敦盛が鎧兜に身を固め馬に乗って現れる。平山は敵勢も自分に襲い掛かってくるので、あわててその場から逃げ出し、敦盛はそれを追いかけてゆく。
（須磨の浦の段）いっぽう敦盛とは離れ離れになった玉織姫は、敦盛の姿を求めて須磨の浦までさまよい出ていた。だがそこに平山が現れ姫を捕まえ、自分の妻となるよう迫る。しかしあくまでも敦盛を慕う姫はそれを拒み平山を罵るので、ついに平山は怒り姫の胸に刀を突き刺した。そのとき背後に声が上がり、平山は平家の手勢が自分を追ってきたのかと恐れその場を逃げ去る。

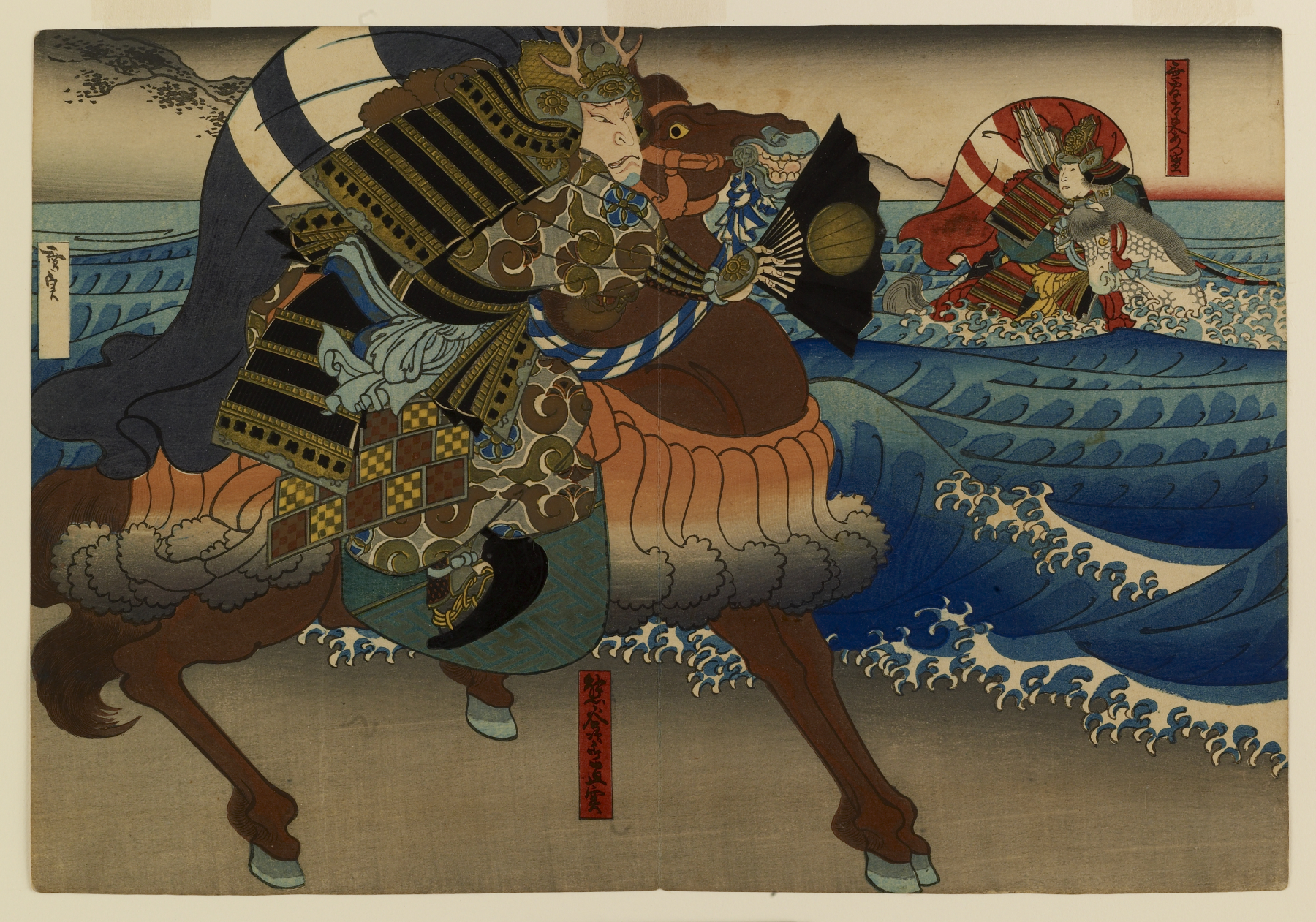
「組討」　熊谷が沖へと向う敦盛を呼び戻すという場面。四代目中村歌右衛門の熊谷次郎直実、初代中村福助の無官太夫あつ盛。嘉永3年（1850年）5月、大坂中の芝居。五粽亭広貞画。

（組討の段）平家の軍はほとんどが船に乗り、八島へ向けて退こうとしている。須磨の浜の波打ち際、敦盛もその船を目指し沖に向って馬を走らせる途中、声を掛けたのはこれも騎馬の熊谷直実。引き返して勝負あれとの熊谷の言葉に、敦盛は引き返し、熊谷と一騎討ちの勝負に及ぶ。やがて互いは得物も捨てて組み合ううちに馬より落ち、最後は熊谷が敦盛を組み伏せた。しかし熊谷は、覚悟を極め自分の首をとれとしおらしくいう敦盛を憐れみ逃がそうとするが、その様子を平山武者所が、離れたところから手勢を率いて見ていた。わざわざ組み敷いておきながら平家方の大将を逃がすとは、熊谷には二心あるに極まったと声高に罵る。敦盛は自分の回向を頼み、熊谷はやむを得ず、ためらいながらも「未来は必ず一蓮托生」と願い、敦盛の首を討ち落とした。
平山に深手を負わされ倒れていた玉織姫は、敦盛を討ち取ったというのを聞き何者が敦盛を討ったのかと弱々しく声をかける。熊谷はそれに気づいて姫のそばに駆け寄る。熊谷は姫が敦盛の妻であるというので、せめてものことに討ったばかりの首を姫に抱かせるが、姫はもはや目も見えず、敦盛の死を嘆き悲しみながら息絶えた。都以外のことを知らぬ貴公子や姫君のかかる最期の無惨さに、敵方である熊谷も涙するのだった。熊谷は敦盛と姫の死骸を馬の背に乗せ、首を片手に抱え馬を曳きながら自らの陣所へと帰る。
（菟原の里林住家の段）菊の前の乳母をしていた林は、菊の前が成長したことにより役目を退き、いまは摂津菟原の里にひとりつつましく住んでいる。そこに黄昏時、薩摩守忠度が供も連れずにひとり訪れ、泊めてほしいという。林はにわかの来訪に驚くが忠度は、自分が和歌の師と仰ぐ都の藤原俊成のもとを訪れ、現在編纂の千載集に自作の和歌を加えてほしいとひそかに願い出ていたのだが、合戦となったのでやむなく須磨にある平家の陣所に帰る途中であると述べる。林は忠度を休ませるため、奥へと通した。
そのあと、この家に頬被りをした男が忍び入り、納戸にしまってあった袋入りの太刀を持ち出そうとするが、気配を察した林に声を掛けられびっくり、逃げ出そうとするも取り押さえられてしまう。ところが頬被りを剥ぎ取って人相を改めると、それは林の息子太五平だったのである。太五平は日ごろの素行の悪さに林が勘当していたのであった。林は親のもとに盗みに入る太五平に呆れるが、太五平は今真っ最中の源平の合戦で手柄を立てて褒美を得ようと、家に伝わる太刀を取りにきたのだという。もちろん林は聞く耳を持たず太五平の手から太刀を取り返そうとするところに、人入れ稼業の茂次兵衛がきて林をなだめる。じつは今度の合戦で旗持ち役の雑兵がいるので、それを太五平にあてがおうというのである。それを聞いて林も機嫌を直し、太五平に太刀を渡し茂次兵衛が持ってきた雑兵用の具足も着せてやって送り出す。林は茂次兵衛に、息子が世話になった礼をしようとて酒肴を用意し奥の納戸へと案内する。
そこにまた駆けつけてきたのは菊の前であった。菊の前と忠度は互いのことを恋い慕う仲であったが、忠度が都を立ったと知り、あとを追いかけたもののその行方がわからず、とりあえず林を頼ろうとやって来たのである。しかし林から、すでに忠度が奥で休んでいると聞いた菊の前は喜んで奥へと入った。だがしばらくして、菊の前は奥より飛び出した。林がどうしたことかと尋ねると、忠度から別れの言葉を言い渡されたという。やがて忠度も出てきて、平家の命運はもはや尽き敗戦を重ね、自分もいずれ討死するであろう。また平家にかかわりあっては菊の前はもとより、その父俊成も源氏に目をつけられ迷惑をかけることになる。だからこのまま自分とは別れるようにと忠度は菊の前に話すが、たとえ討死するとも忠度様にどこまでも付いてゆく、別れるのはいやと菊の前は涙ながらに訴えるのであった。
すると、にわかに鳴り響く陣太鼓とともに手勢を率いて現れたのは、源氏方の梶原平次景高。茂次兵衛が忠度のことを知らせたのである。忠度は菊の前と林を奥へとやり、太刀を抜いて応戦する。景高は多勢で以って忠度を絡めとろうとするが、忠度はひるむことなく手勢をなぎ倒し投げ飛ばして寄せ付けない。その勢いに恐れをなした景高は手勢の雑兵ともども逃げ去った。そこに、忠度卿に見参と烏帽子に大紋の礼装で現れたのは、義経の家臣六弥太忠澄であった。

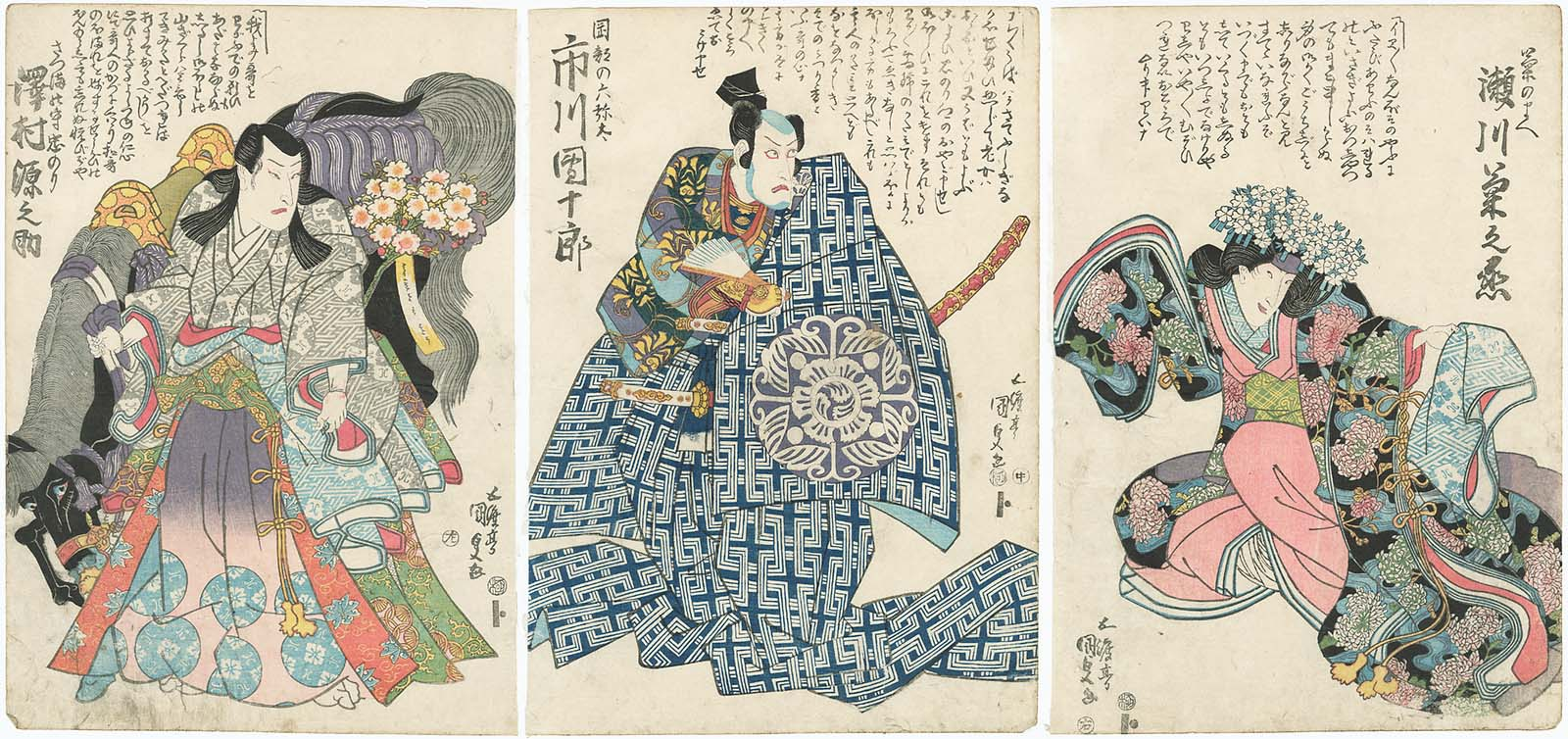
「菟原の里林住家」　忠度は六弥太と後日の勝負を約し、菊の前とも別れを惜しみつつ須磨の陣所へと帰る。右より五代目瀬川菊之丞の菊のまへ、七代目市川團十郎の岡部の六弥太、二代目澤村源之助のさつまの守忠のり。天保2年（1831年）7月、江戸河原崎座。国貞画。

六弥太は、義経より託された忠度の短冊をつけた桜の枝を差し出し、この短冊の「さざなみや」の和歌が千載集に「よみひとしらず」として入集したことを忠度に知らせる。忠度は本意が果たせたことを喜び、六弥太とは戦場で再会し勝負することを約束した。時もすでに暁、菊の前との別れを惜しみながらも、忠度は六弥太の用意した馬に乗って須磨の陣所へとは向うのであった。

### 三段目
（弥陀六内の段）さて須磨には白毫の弥陀六という石屋が住んでいた。日暮れ、その家に同業の石屋たちが訪れ、石屋仲間で法事があるので、弥陀六は皆とともに出かけてゆく。弥陀六には小雪という娘がいたが、それが患って病勝ちである。それというのもこのほど、弥陀六に石塔を建てるよう頼みに来た若衆がいてそれに一目惚れし、未だにその思いを伝えられないという恋わずらいであった。
その若衆が石塔のことで、弥陀六の家に来た。小雪は下女のお岩にたきつけられ、ついに自分の思いを伝えるが、若衆は仔細あって女を近づけることはできない身の上であるという。それでも納得しない小雪に、若衆は錦の袋に入った笛を出し、かわりにこれを形見にせよと渡す。弥陀六が帰ってきて、注文の石塔はすでに出来ているので、弥陀六は若衆を石塔のあるところまで案内しにふたたび出かける。
（御影の松原の段）夜道を歩む弥陀六と若衆は石塔の前にたどり着く。そこへ在所の百姓たちが通りかかり、小雪も若衆にもう一度会いたいと、最前貰った笛を持ち弥陀六と若衆のあとを追いかけてやってきた。ところが気がつくと、石塔を注文した若衆の姿が見えない。弥陀六と百姓たちは注文主が代金も払わずに消えるとは、何かの騙りであろうと口々に言うところ、身分の高そうな女が走り来たがそれは藤の方であった。
藤の方はその場にいる人々に道を尋ねたが、ふと小雪が持つ笛を目にしてびっくりする。それは敦盛が愛用の、青葉という笛だったのである。さらに藤の方は百姓たちから、敦盛が熊谷次郎という侍によって討たれ、玉織姫も死んだことを聞く。あのとき経盛館で別れたのが最後だったのだと、藤の方は人目も包まず泣き崩れるのであった。しかしその敦盛の形見を小雪が受け取ったことといい、また弥陀六が案内するはずがいつの間にか消えていたことも考え合わせると、石塔を注文しに来た若衆というのは、敦盛の幽霊に違いないと皆は言い合った。
そこへ、藤の方を追っていた梶原景高の家来たちが手勢を率いて現れ、藤の方を見つけて渡せと迫る。しかし弥陀六は藤の方と小雪を逃がし、百姓たちは鋤鍬などをてんでに持って抗った末、ついには家来のひとりを殴り殺してしまう。さすがにまずいことをしたと、皆は誰かひとりを犯人として差し出すためそれをくじ引きで決めようとする。
（熊谷桜の段）須磨に置かれた熊谷直実の陣屋には花を咲かせた若木の桜があり、その傍らに例の「此花江南の所無也」云々と書かれた制札が立っている。そこに熊谷の妻相模が訪れる。夫熊谷やわが子小次郎の様子を案じて、はるばる鎌倉からやってきたのである。そのすぐ後に、人に追われて難儀しているとひとりの女が陣屋に駆け込んできたが、それは藤の方であった。
相模は藤の方をみてびっくりする。じつは十六年ほど前のこと、相模はまだ後白河院のもとにいた藤の方に仕えていたが、そのとき佐竹次郎と名乗る警護の侍だった熊谷と恋仲になり、それが顕れてふたりとも処罰されそうになった。だが藤の方の口添えによりふたりは助かり、都を落ちていった。そしてその後佐竹次郎は熊谷次郎直実と名を改めて義経に仕え、相模は小次郎を産み落としていたのだったが、藤の方とは長らく音信不通になっていたのである。藤の方は佐竹次郎が熊谷であることを聞いて顔色を変え、わが子敦盛の仇として熊谷を討たせよと相模にいう。困惑する相模。昔助けてもらった恩義があるので、すげなく否ということができない。そこへさらに、梶原景高が弥陀六を縛って連れて来たので、相模と藤の方は一間へと隠れた。
熊谷の家来堤軍次が出て景高に応対するが、景高は連れて来た弥陀六に詮議の筋があり、それについて熊谷に話があるのだという。軍次は、主人熊谷は外出し留守であるというと、では待たせてもらおうと景高は弥陀六を引っ張って奥へと入る。

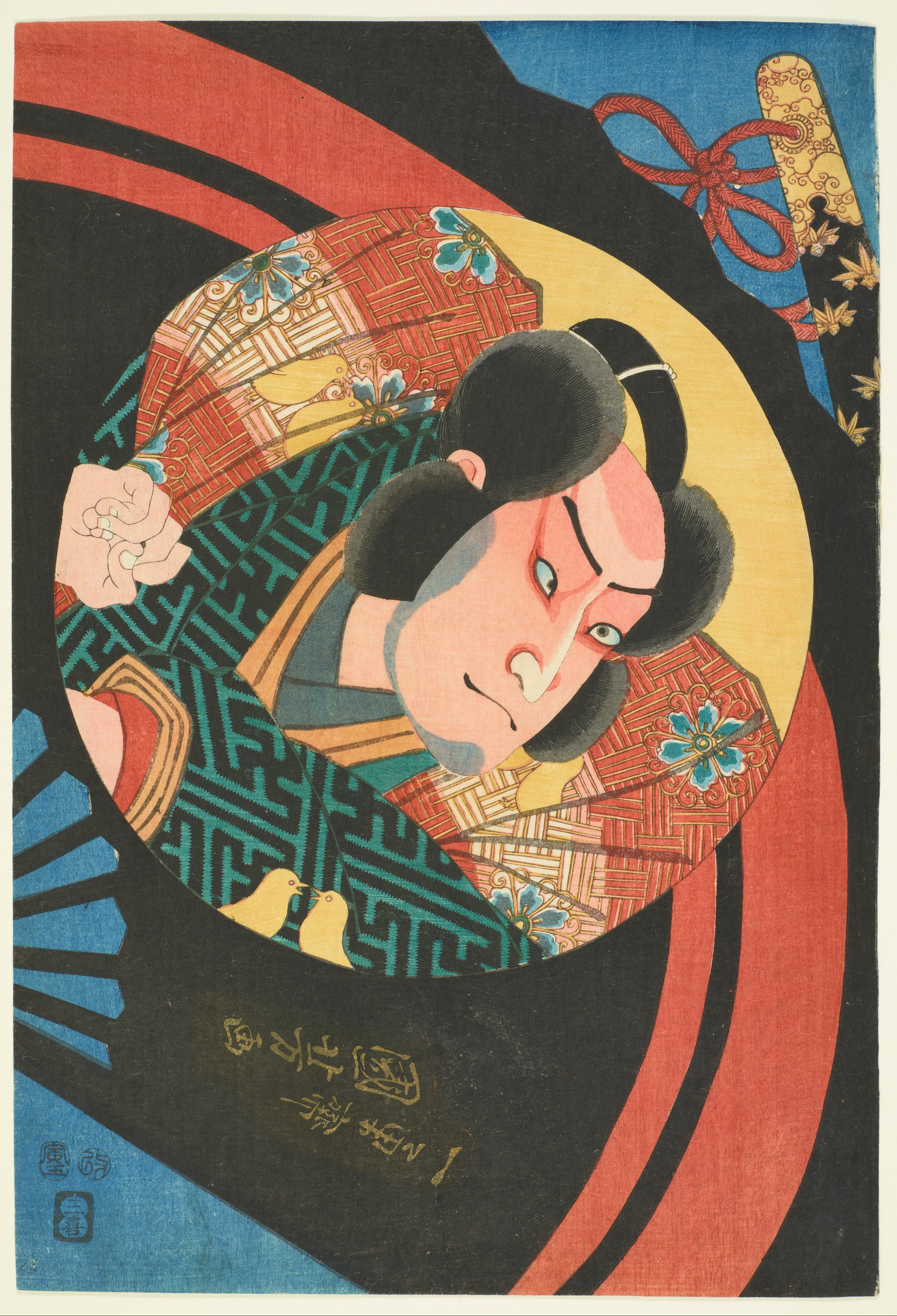
初代中村福助の熊谷次郎直実。安政元年（1854年）5月、江戸市村座。福助の養父四代目歌右衛門の三回忌追善として、「熊谷陣屋」の一幕が上演された（『歌舞妓年代記続篇』）。歌川国芳画。

（熊谷陣屋の段）やがて日も暮れようとするころ、熊谷が戻ってきた。景高のことを聞いた熊谷は、軍次に景高の相手をさせることにし、一方妻の相模には、女の身で戦場に来るとは何事だと叱る。だが熊谷の背後からいきなり斬りつけようとする者があらわれ、熊谷は思わずそれをねじ伏せた。が、それが藤の方だと聞いてびっくりし、手を離して相模ともども平伏する。藤の方と相模は敦盛をなぜ討ったと熊谷に質すが、熊谷は戦場でのことは致し方ないことであると言い、そのかわりにと敦盛を討った様子を、相模と藤の方の前で物語る。そして相模に、藤の方を連れ直ぐにここを立ち退けといって奥へと入った。
相模は藤の方が持っている敦盛の形見の笛を目にし、それを吹いたら経文代わりのよい供養になろうと、笛を吹くのを勧める。藤の方はその勧めに従い、笛を吹いた。ところがそのとき一間の障子に人影が映る。もしや敦盛の幽霊かと藤の方は急ぎ障子を開け放すと、そこには死ぬ直前まで敦盛が着ていた鎧兜が、鎧櫃の上に置かれるばかりである。藤の方と相模は、あまりの切なさに涙した。
再び奥から、敦盛の首が入った首桶を持って熊谷が現れる。それを見た相模はどうかひと目その首を藤の方にと夫を引き止め、藤の方も熊谷にすがりつき嘆くが、あるじ義経に見せるまでは誰にも見せられぬと熊谷は二人を突き放し、義経のもとへと行こうとする。そのとき奥より、熊谷待てと声を掛けてあらわれたのは、ほかならぬ御大将義経公。義経は、熊谷が敦盛を討ったにもかかわらず、すぐさま自分のところにその首を届けに来ないのを不審に思い、自ら出向いてきたのだという。熊谷は義経の前に首桶と義経より託された制札を置き、制札の文言に添って首を討ったと述べた。そして、首桶を開けた。
だが、その首の顔を、ちらりと見た相模は、ヤアその首はと仰天して首に駆け寄ろうとした。熊谷は寄ろうとするのを引寄せて物も言わせず、さらに藤の方もわが子の顔見たさに駆け寄ろうとするがこれも熊谷はお騒ぎあるなと寄せ付けない。
義経は首を検分し、よくぞ討った…縁者にその首を見せて名残を惜しませよという。熊谷は相模に、藤の方に敦盛卿の首を見せるようにと首を渡した。相模は嘆き悲しみながら藤の方に見せる。藤の方は首を見て驚く。それは敦盛ではなかったからである。
義経は敦盛が後白河院の落胤であることを知り、なんとかその命を助けたいと考えていた。そこで小次郎をその身代りに立てろとの意を込めた「此花江南の所無也」云々の制札を熊谷に手渡し、熊谷はその義経の意向に従った。すなわち一谷の平家の陣所で手傷を負ったと称して連れ去ったのは敦盛であり、須磨の浦で熊谷と戦って首を討たれたのはじつは小次郎だったのである。弥陀六に石塔を誂えさせた若衆というのも、また藤の方が笛を吹いたときに障子にあらわれた人影も、じつは幽霊ではない敦盛本人であった。だが相模は、夫の熊谷から何も聞かされてはいなかった。
やがて出陣の合図である陣太鼓が鳴り響き、熊谷はいったんその用意に義経の前から下がった。そこへ景高が飛び出し、敦盛を助けたことを鎌倉へ注進せんと駆け出そうとするが、その背中に石鑿が飛んできて突き刺さり、景高はその場で絶命する。これはと人々が驚くうち、出てきたのは石屋の弥陀六。石鑿は弥陀六が投げたものであった。幽霊のご講釈承ってまずは安堵と、弥陀六はその場を去ろうとする。だが義経は、弥陀六がじつは平家の武士、弥平兵衛宗清であると見破り声を掛ける。最初はとぼけていたものの、ついにはこらえきれずに弥陀六じつは宗清はおのれの正体を明かし、娘の小雪というのもじつは平重盛のわすれがたみであり、そして自分がかつて常盤御前に抱かれていた幼児の義経を助けておかなければ、いまの平家の悲運はなかったものをと嘆くのであった。
すると義経は、石屋の親父に渡すものがあるといって先ほどの鎧櫃を渡した。これを娘に届けよというので、宗清が中を改めようとして蓋を開けるとそこには敦盛、藤の方は思わず駆け寄るが、宗清こと弥陀六が何にもないと押しとどめ、敦盛の命を助けた熊谷に礼をいうのであった。いっぽう鎧兜に身を包み再び義経の前に現れた熊谷は、義経に暇乞いを願い出る。そして兜を脱ぐと、その頭は髻を切っており、鎧も脱ぐとその下は白無垢の衣類に袈裟の姿。熊谷は小次郎の菩提を弔うために武士を捨て名も蓮生（れんしょう）と改め、僧侶となる覚悟をしていたのである。義経もこれを見て熊谷の心根を察し暇乞いを許すと、相模も自分も尼となって小次郎を弔おうと髷を切った。
長居は無用と弥陀六は、鎧櫃を背負い藤の方を連れてこの場を立とうとすると、熊谷と相模も黒谷の法然上人を師とたのまんと京へと向おうとする。そんな様子に義経は堅固で暮らせと声を掛け、人々はおさらばと別れてゆく。

### 四段目
（道行花の追風）忠度は菊の前と別れてのち、討死したともまたは生捕りにされて鎌倉に送られたとも世上では噂されていた。菊の前はその実否を確かめようと、林を連れて鎌倉へと向う。
（鶴岡八幡の段）京の都の傾城菅原は、六弥太忠澄がその妻に迎えるために身請けされ、なじみの幇間も連れてはるばる鎌倉まで下ってきた。いっぽう菊の前と林も鎌倉に到着するが、鶴岡八幡で平家の余類として捕まりそうになるのを、深編笠をかぶった侍に助けられる。だがその侍から、忠度が須磨の浦で六弥太と勝負に及び、最後は六弥太に討たれたと聞かされる。忠度の死を悲しみ自害しようとする菊の前に、侍は忠度の仇を討つ気はないかと言い、さらにその方法について教える。菊の前は林とともに忠度の仇を討とうと決意するが、編笠の侍は名を問う暇もなく二人の前から立ち去ってしまう。
（六弥太館の段）菅原は以前の姿に引き換えて武家風の女房のなりで六弥太の館に入った。館の主六弥太はまだ帰っていないので、菅原はひとまず奥で休息することになる。ところがそこにもうひとり、京の傾城菅原だと称する女が傾城姿で、遣手も従えて現れたが、じつはこれは菊の前と林であった。ふたりは六弥太以外に館の者が菅原の顔を知らないのをいいことに、菅原と称して館に入り込み、六弥太に近づき仇を討とうとしたのである。やがて六弥太が帰ってきた。菊の前は忠度の仇と林とともに討とうとするが、その顔を見て二人は驚く。なんと鶴岡八幡で、自分たちを助けた深編笠の侍ではないか。六弥太は暮六つまで待てと言い奥へと入り、菊の前と林もとりあえず仇を討つのは待つことにしてその場は別れる。
（楽人斎隠居所の段）ところで六弥太は合戦ののち、自分とはさほど歳も違わぬひとりの男を連れてきて大事に扱っていた。この男は隠居楽人斎と称し、六弥太の屋敷内に作られた隠居所で暮らしている。
そこへ菅原が六弥太を探してさまよい出るが、六弥太を討とうと探していた菊の前が菅原と出くわす。菅原は菊の前に何者かと問うと菅原だと答えるので、なにをいう菅原とは自分のことだ、いや自分だと言い争いをしていると、隠居所から楽人斎が姿を見せた。そこに六弥太も出てきて、楽人斎はどちらが本物の菅原か自分が見極めてやるという。ところが楽人斎は本物の菅原を偽者と決めつけたので、菊の前はその場を逃れて奥へと入った。そして本物の菅原のほうは、自分の女房にするから離縁せよと六弥太にいう。菅原がそれを納得するはずもなかったが楽人斎は、あの菅原と偽った女の正体はじつは死んだ忠度の恋人菊の前、その仇を討とうと六弥太に近づいたのでありどうせ六弥太は菊の前に討たれる。だから自分のいうことを聞け、六弥太は菅原に離縁状を書いて渡せという。あまりの言葉に菅原は怒り、そばにあった刀で楽人斎に斬りかかるがよけられる。だが六弥太も楽人斎を捕まえて投げ飛ばし、さらに雑兵用の陣笠と鎧を取出して楽人斎に突きつけた。

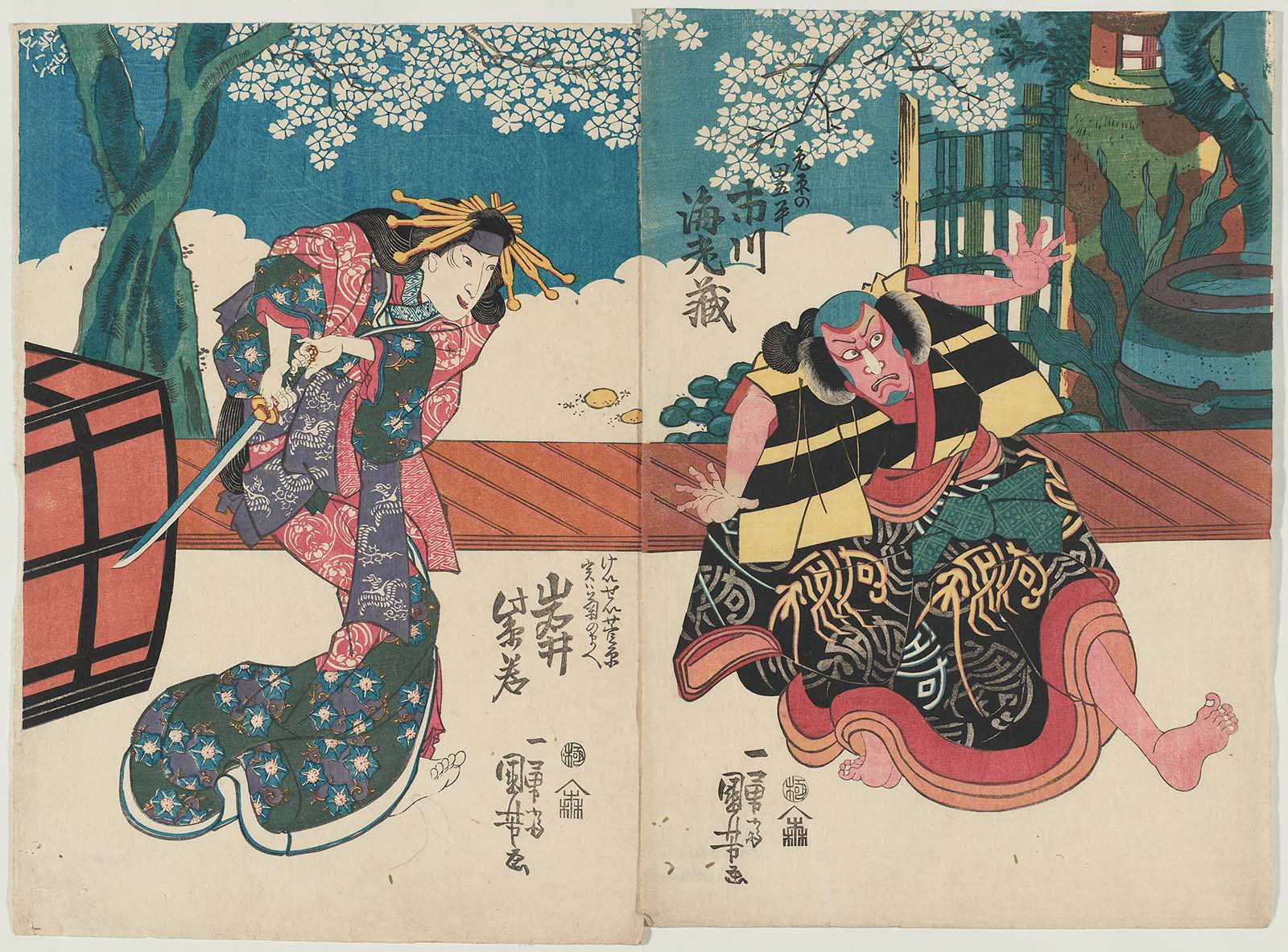
「楽人斎隠居所」　菊の前は忠度の仇と楽人斎に斬りかかろうとする。右より五代目市川海老蔵の兎原の田五平、初代岩井紫若のけいせい菅原実は菊のまへ。天保12年（1841年）4月、江戸河原崎座。本来は三枚続きで、海老蔵の右側に初代澤村訥升演じる六弥太の絵があったと見られる。国芳画。

楽人斎はじつは、合戦のとき六弥太に従った旗持ちの雑兵であった。六弥太は須磨の浦で忠度と戦ったとき、忠度に組み敷かれ討たれそうになったが、そのとき楽人斎が駆け寄って忠度の右腕を斬り落とした。それで六弥太も忠度を討つことができたのである。その功により六弥太は楽人斎を親とも尊び、自ら引き取って面倒をみていたのだった。だがもう堪忍ならぬと、その着ていた鎧でもって六弥太は楽人斎を散々に殴る。そこへ、これまでの話を聞いていた菊の前が一間より飛び出し、楽人斎こそ忠度の仇と持った刀で楽人斎の右腕を斬り落とした。だがなおも斬りつけようとする菊の前を楽人斎は止め、六弥太はその場に林を縛って引き出し、ふたりは意外なことを物語る。それは…
楽人斎とはじつは林の息子太五平であり、菅原はその実の妹であった。そして兄妹の父親とは、平重衡の家来でその重衡を裏切った後藤兵衛守長だったのである。太五平は手柄を立てるという口実で雑兵となり、幼少のころ別れた父守長を戦場で探していた。そのとき六弥太が忠度と戦うところに出くわし、平家に味方せんとじつは六弥太を討とうとした。ところが手元が狂い、忠度の右腕を斬ってしまったのである。そして忠度は六弥太に討たれた。その申し訳なさにいったんは切腹しようかとも思ったが、この上は平家の恨みをはらそうと、その折をうかがって今日まで生きながらえて来たのだと。
だが一方、六弥太は菊の前の父藤原俊成から頼まれたことがあった。俊成は和歌の弟子である忠度の命を惜しみ、ひそかに六弥太に忠度を救ってくれるよう頼んでいたのである。六弥太はそれを承知し須磨の浦で忠度と勝負したとき、その命を助けようとしたのだが、太五平が忠度の右腕を斬ってしまった。その深手によりもはや助けられず、やむなく忠度を討ったのだと。また太五平のことについては、六弥太はかねてからその素性に不審を抱いていた。そこで自分のもとに引き取り様子をうかがっていたのを、その母の林が鎌倉に来たのを幸い、敵討ちにかこつけて菊の前と林を自分の館へとおびき寄せ、林を捕らえて父親が後藤兵衛守長であることを聞き出していたのである。
語り終えて太五平は、菅原が刀を持っていたのをその手を掴んで自分の脇腹を突かせた。これはと驚く菅原と林。だが太五平は、これは本来敵対する平家の余類である菅原を、源氏の武士である六弥太に添わせるためであり、最前女房になれなどといったのも、菅原の手にかかり兄妹の縁を切らせるためであった。どうか妹を見捨ててくださるなと太五平は六弥太に頼む。これを聞いて菅原や林はもとより、菊の前も今は仇を討つ心も失せ、その心根に涙するのであった。
すると、平家の余類である菅原とは添われぬ、ここを出て行けと六弥太がいきなり言い出す。それはあんまりなと菅原が言おうとすると、六弥太が追い出したのは菅原と名乗った菊の前と林であった。すなわちこれで本物の菅原を妻とすることに、何の障りもないとしたのである。太五平は六弥太の心遣いに感謝する。また六弥太は菊の前に向って短冊を投げ出した。見るとそれは、「ゆきくれて　このしたかげを　やどとせば　はなやこよひの　あるじならまし」という忠度が書いた辞世の歌であった。菊の前は涙して六弥太に礼をいう。
やがて暮六つの鐘が鳴り、菊の前と林はその場を立とうとする。深手を負った太五平は、最期を迎えようとするのであった。

### 五段目
（鎌倉御所の段）平家滅亡後、平大納言時忠は鎌倉に下向して頼朝に対面し、義経が三種の神器の内の神璽と内侍所を奪い、頼朝に背こうとしていると讒言するが、京にいたはずの義経がその場に出てくる。義経もひそかに鎌倉に下り、兄頼朝とともに時忠の悪事を暴こうとしたのであった。時忠は三種の神器の内の十握の剣を隠し持っていたことが顕れ、六弥太に捕縛される。そこへ、平山武者所も扇ガ谷に陣を構え、頼朝への謀叛を起こそうとしているとの知らせが来る。義経は六弥太をはじめとする手勢を率いて出陣する。
（扇ヶ谷平山陣所の段）平山の陣所に六弥太が軍勢を率いて攻め入り、平山の手勢はことごとく討たれる。その勢いに恐れて平山はひとり逃げ出そうとするが最後は六弥太に捕まり、ついに義経の前で首を討たれた。その場に縛って連れて来られた時忠も首を討たれそうになるが、そのとき今は蓮生と名を改めた僧形の熊谷直実が飛んできて、時忠はかりにも大納言という高位の公家なので処断は朝廷に任せることにし、自分に身柄を預けてほしいと義経に願い出る。義経はこれを許し、自らは家臣を率いて再び京へと上るのであった。

## 解説
本作品は豊竹座における初演では大当りを取り、翌年の宝暦2年（1752年）の盆過ぎまで続けて興行された。この大当りを受けて歌舞伎のほうでも早速移されて上演されており、同年5月に江戸中村座と森田座で、上方では同年11月に大坂中の芝居で上演されている。
源氏の侍熊谷直実が、平家の公達敦盛を討った事については『平家物語』巻第九の「敦盛最期」に見られるが、同じ巻には平忠度が六弥太忠澄と一騎討ちになって最期を遂げる「忠度最期」、またさらに「重衡生捕」には平重衡が、めのと子の後藤兵衛守長とともに落ちてゆこうとして守長に裏切られ、生捕りにされるというくだりがある。すなわち守長は、この『一谷嫩軍記』で太五平の父親に擬せられる人物である。『平家物語』は当時よく知られた物語のひとつであり、謡曲をはじめとして浄瑠璃や歌舞伎でも幾度となくその題材となっているが、本作はこうした話や人物を用い、じつは…というふうに脚色した作品である。
熊谷直実は初段の「堀川御所」で、「此花江南の所無也、一枝折盗の輩に於ては、天永紅葉の例に任せ、一枝を切らば一指を切るべし」という文言の制札を義経より渡される。「江南の所無」とは、南宋の詩人范華の詩を典拠として本来は梅の花のことであるがここでは桜の花のこと、また「天永紅葉の例に任せ」とは、鳥羽天皇の天永のころに紅葉の枝を折る者がいたのを罰せられたことをいう。すなわち熊谷が義経に託されて守る桜はほかには見られぬ貴重なものである、その枝を折る者は、天永の例に倣って桜一枝を折り取ったら指一本を切って罰するぞと定めたものである。
だがここは単に桜の枝について述べたものではなく、「一枝を切らば一指を切るべし」というのは「一子を切らば一子を切るべし」、すなわち「一子」とは敦盛と熊谷のせがれ小次郎のことで、熊谷の一子である小次郎を敦盛の身代りに立てよという意味を含ませたものであった。その義経の意に沿って熊谷は、小次郎を身代りとすることになるのであるが、じつは須磨寺には上の「此花江南の所無也」云々と記された制札が伝わっており、それを当て込んだものであった。また二段目の「組討」で熊谷が敦盛を討とうとしてためらった時、「後の山より武者所、あまたの軍兵、ヤアヤア熊谷、平家方の大将を組敷きながら助くるは二心に紛れなし…」という中の「後の山」とは、須磨寺の北に「後の山」という地名があったという。そういった旧所名跡なども織り込みながら、この浄瑠璃は書かれているのである。
上のあらすじでもわかるように、この作は熊谷と敦盛をめぐる物語、そしていまひとつは六弥太と忠度のというように、大きくふたつに内容を分けることができる。前者は二段目の「陣門の段」と「組討の段」、特に三段目の切がいわゆる「熊谷陣屋」として、文楽歌舞伎のいずれも人気演目のひとつとして、今日まで繰り返し上演されている。
いっぽう後者の六弥太と忠度に関わる場面は、「熊谷陣屋」に比べればその上演頻度は低く、ことに四段目は宗輔の作ではないこともありほとんど上演されていない。天保12年に江戸河原崎座において『一谷嫩軍記』が上演されたとき、この四段目切が出たが、それまでは京阪においても上演する時には三段目の「陣屋」までで、四段目は出したことがなかったと狂言作者の西沢一鳳は『伝奇作書』で記しており、そして現在では文楽・歌舞伎いずれもその上演は絶えている。しかし原作の浄瑠璃では六弥太館に到着した元傾城の菅原が、武家女房のなりでありながら昔の癖で、廓言葉や傾城のしぐさがつい出たり、またそこへ菅原と偽って傾城姿で現れた菊の前が、遊女らしからぬお姫様の言葉遣いが出たりするなど、のちの南北作の『桜姫東文章』を思わせるような趣向が見られ、こうしたところは一鳳も「佳作名文なりと味はへば捨つるに惜しく」と評している。ちなみに一鳳はこの四段目切に想を得て、六弥太の所に現れるのが傾城に変装した忠度という書替え物を著し、それが弘化3年（1846年）1月に大坂角の芝居で上演された。これはのちに江戸でも上演され『傾城忠度』という演目名で残ったが、これも現在ではめったに上演されない。
現在は上で述べた「熊谷陣屋」が上演されるのがもっぱらであり、そのほかはせいぜい二段目の「陣門」と「組討」が歌舞伎では上演されるに過ぎないが、文楽では二段目切の「林住家」は現在も上演されており、また三段目中「御影の松原」も「宝引（ほうびき）の段」と称して曲が残っている。「宝引」とはくじ引きのことである。

## 歌舞伎における「陣屋」の型

### 芝翫型の発生

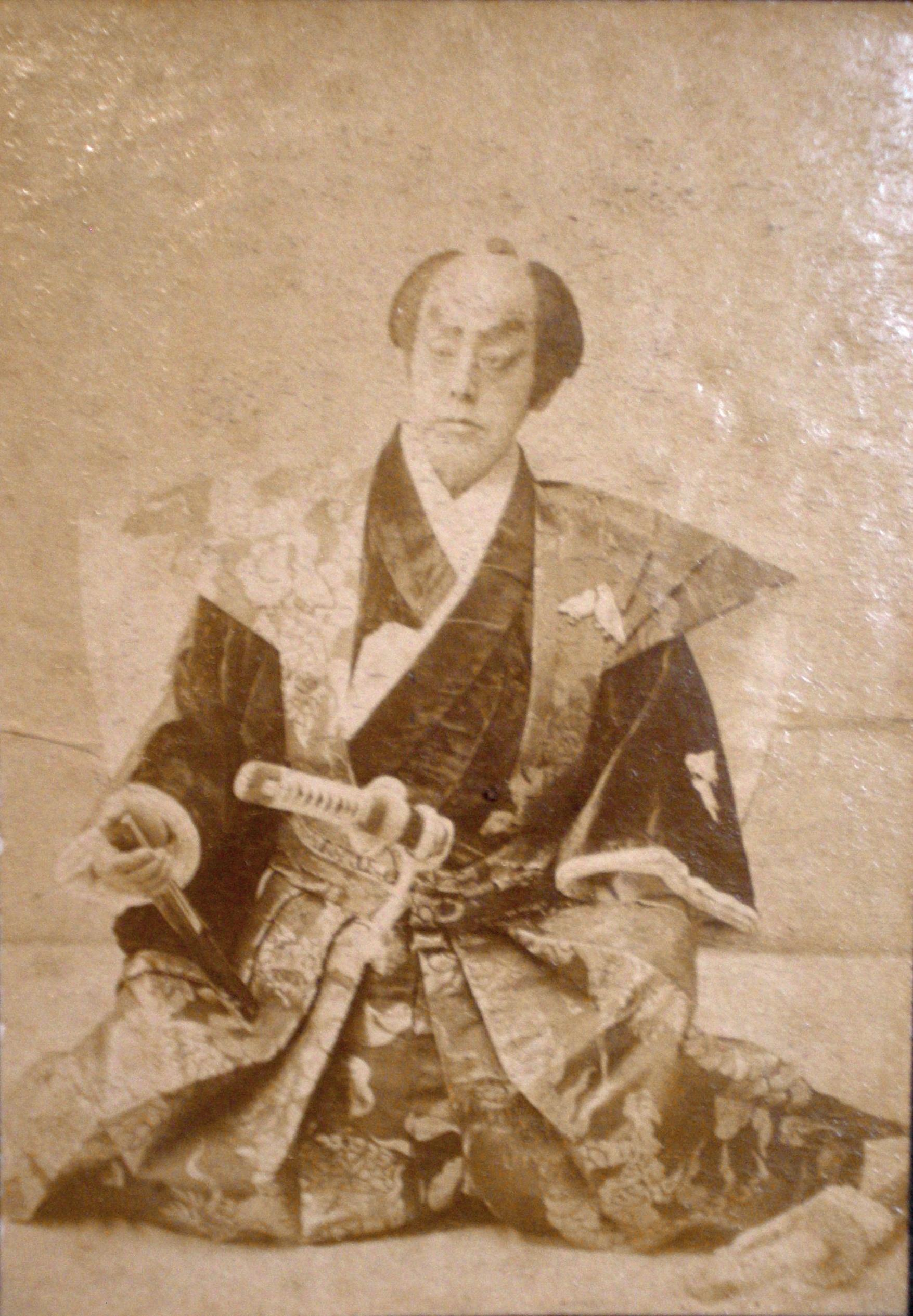
四代目中村芝翫の熊谷次郎直実。明治31年（1898年）7月、東京演伎座上演の『一谷嫩軍記』の時のものと見られる（『歌舞伎年表』第7巻）。芝翫最晩年の、「芝翫型」の扮装である。白黒写真ではあるが、それでも現行の「團十郎型」との違いが見て取れる。着付けは濃い色のもの（おそらく黒）、裃は雲に龍の地模様であり、顔も「芝翫筋」（しかんすじ）と呼ばれる筋を目尻から上向きに強く引いているようである。

文化10年（1813年）、江戸から上方へ帰った三代目中村歌右衛門は大坂で、この『一谷嫩軍記』の熊谷直実を演じた。二段目の「組討」ではそれまでの演出に自らの工夫を加え、それが歌右衛門のほかは古今に演じ手はいまいといわれるほどの大評判を取った。ところが三段目の「陣屋」は評判が悪かった。それというのも幕切れ近くになって兜を脱ぐときに、それまでは「切り払うたる有髪の僧」、つまり髻は切っているが髪の毛は残っている頭を見せたのが、歌右衛門は丸坊主の頭に替えて出たからで、これがやり過ぎだとの大不評を招いた。そしてそれがもとで歌右衛門は大坂を出て、京都の芝居に移ってしまったという。しかしのちにはこの丸坊主の頭がふつうになり、現在の「陣屋」にまで伝わることになる。三代目歌右衛門の熊谷は、その後四代目歌右衛門からさらに四代目中村芝翫へと受け継がれており、それが「芝翫型」と呼ばれている。

### 團十郎型の発生
七代目市川團十郎が「陣屋」の熊谷を演じた折、それまでは「陣屋」の幕切れは引張りの見得、すなわち役者全員が舞台上にいて幕となったのを、七代目團十郎は幕切れに熊谷ひとりが花道にまで行って幕を引かせ、「十六年は一昔、アア夢だ。夢だ」という有名な独白のあと、ひとり花道を歩み引っ込むという型を見せた。これがのちの九代目團十郎に受け継がれ、「團十郎型」と呼ばれるもののもとになっている。

### 「芝翫型」と「團十郎型」その他
明治以降、「芝翫型」と「團十郎型」の違いについては諸書に記録されており、それはたとえば熊谷の衣装についても著しい違いがあり、また幕切れも「芝翫型」が引張りの見得で幕になるのに対して「團十郎型」は花道での引っ込みを見せるなど、いろいろと違いがある。
「芝翫型」は四代目芝翫の養子である五代目中村歌右衛門が大正時代に演じ、戦後は二代目尾上松緑が中村竹三郎（五代目歌右衛門の弟子）から型を教わり二度演ずるも、その後は「團十郎型」に転じたため、長く上演が絶えていた。近年になり八代目中村芝翫が松緑の残した記録に基づき、「芝翫型」での上演を続けている。一方の「團十郎型」は九代目團十郎の後、七代目松本幸四郎や初代中村吉右衛門、さらに後代の多くの役者に受け継がれ、今日では一般的な型となった。
上方では（型に捉われない）上方歌舞伎の自由な表現が見受けられる。
例えば初代中村鴈治郎は九代目團十郎に師事したこともあり「團十郎型」を踏襲していたが、独自の演技（「例として制札の見得」では制札を二重舞台の上で逆さに突いて小次郎の首を隠す、など）も創作した。また三代目中村鴈治郎（四代目坂田藤十郎）は、幕切れで花道を相模と共に引っ込む演出を見せている。さらに十三代目片岡仁左衛門は「團十郎型」で演じつつも、幕切れの独白を原作の浄瑠璃の本文に即して「十六年も一昔、夢であったなあ」とし、これは十五代目仁左衛門にも受け継がれている。
おおよそ「團十郎型」の幕切れは、熊谷一人の悲劇として強調させ劇的効果を上げている。しかし妻相模とともに我が子の菩提を弔って遁世する主題に即すならば、「芝翫型」の幕切れの方が望ましいとされる（相模と共に遁世するという点に関しては、先の三代目鴈治郎以外に八代目松本幸四郎〈初代白鸚〉や三代目市川猿之助〈二代目猿翁〉も独自の演出を試みている）。その一方で、特に九代目團十郎の存在の大きさ、またその後の役者の近代性（例えば後述「さすがに猛き武士も」にある二代目松緑の感想）ゆえに「團十郎型」での上演が今日なお続いていることも、無視できない点であろう。

## 「さすがに猛き武士も」
「陣屋」で熊谷が戻ってくる場面の浄瑠璃には、「…花の盛りの敦盛を討って無常を悟りしか。さすがに猛き武士（もののふ）も。物の哀れを今ぞ知る。思ひを胸に立帰り」という文句がある。七代目幸四郎は熊谷の出について、実子の犠牲で自身の役割を果たし、墓参の後（相模が陣屋に来た時、堤軍次は熊谷が「廟参」に行っていると答えている）、悟りの境地で立ちかえるつもりで演じること、つまり無言の「間」で観客を引きつける芝居をする芸力が求められるとし、「この花道の出と僧形になってからの花道の引っ込みとがもっとも性根処で、熊谷は仏心より始まって仏心に終わるというのが実相です。…悲痛な思いを胸底に秘めているように意を用いなければなりません」と述べている。
いっぽう西沢一鳳は『伝奇作書』において、次のように記している。
「…文化の末、文政の始め頃は、嫩軍記の熊谷などは仕手の役者を好みし事なり。既に奥山〈為十郎の祖〉は容（すがた）猛く、いか様坂東武士とも見ゆるが故、熊谷は毎度せしが…」
「奥山」とは初代浅尾為十郎のことで、この『一谷嫩軍記』の熊谷を演じるのは「容猛く、いか様坂東武士とも見ゆる」役者でなければならない、つまり容姿の上で演じる役者を選ぶ役だったということである。このことは原作の浄瑠璃においても、「組討」と「陣屋」で熊谷のことを「猛き武士」と言い、またのちに「陣屋」で「有髪の僧」に姿を変えたときも浄瑠璃の地の文に、「ほろりとこぼす涙の露。柊に置く初雪の日かげに。とける風情なり」とある（ただしこの文句は、「團十郎型」では幕外の引っ込み直前に移して使われている）。これは柊の葉のように厳つい雰囲気の熊谷が、涙をこぼすありさまを溶けた初雪にたとえている。熊谷のイメージは、作者並木宗輔が意図したものや古い時代の演じ方としては、荒々しく厳つい坂東武士であるべきとされていたのである。
しかし荒々しい坂東武者が、忠義のためにわが子を身代りに殺すというところまではまだしも、それによって最後は出家遁世してしまうというのは、演じる側にとっては非常にやりにくい役である。熊谷は「陣屋」の舞台の始まる前から、武士を捨て出家遁世することを決意している。それが終始厳つい雰囲気の人物では、その心根の哀れさが表現しにくい。歌舞伎において「團十郎型」が残ったのは、「劇聖」と呼ばれた九代目團十郎がやったからというだけではなく、厳つさや荒々しさを抑えて芝居をする「團十郎型」のほうがまだやりやすいという事情があったのである。現に「芝翫型」と「團十郎型」を実際に演じた二代目松緑もこのふたつを比べてみて、「團十郎型」のほうがやっていて気持ちがいい、すなわちやりやすいと述べている。
戦に出て敵の命を取る事はもちろん、主君の命であればわが子の命も躊躇なく差し出す荒くれ武士。しかしその心は深く傷ついていた。ふつうの親ならわが子の死を悲しまぬ者はないであろう。そしてそれは「さすがに猛き武士も」例外ではなく、まして自分が手にかけたとあっては平常心ではいられない。結局熊谷は、これからまさに平家を追討しようというときに武士の身分を捨て、出家遁世と称し戦場から去ってしまう。つまり宗輔が狙ったのは人物の見た目と内面に大きな落差を作り、それによってその悲劇をより深くすることであった。熊谷直実が須磨の浦で敦盛ならぬわが子を討ち、それにより出家するというのは、もとより宗輔がこじつけた筋書きではあるが、どんな身分の人間だろうと、たとえ「猛き武士」と呼ばれる者だろうと人として心の折れぬことはないということを、宗輔はこの作意を通して述べているともいえるのである。

## 「組討」の熊谷
『一谷嫩軍記』において「熊谷陣屋」に次いで上演の機会を得ているのは、二段目の「陣門」と「組討」の場面であるが、このうち「組討」の熊谷は、これを演じる役者にとっては「陣屋」を演じるのとはまた違った難しさを伴うようである。この「組討」は段切れに、「檀特山（だんどくせん）の憂き別れ、悉陀太子（しったたいし）を送りたる、車匿童子（しゃのくどうじ）の悲しみも…」という浄瑠璃の文句があるので「檀特山」とも俗称される。初代吉右衛門は二段目の「組討」と三段目の「陣屋」について、
「二段目と三段目とでは、三段目のほうが、物語はあり、床（チョボ）も多く使われますし、引込んでは出る所が二度もあるので、ずっと楽で、二段目のほうは、若いうちは大変むずかしいと思います」
と述べ、その難しさについては敦盛の首を討つところで、「まず腹で泣くよりほかはなく、ご見物はわが子と知っておいででも、そう見せてはならず、ただ、わずかな形の上で十分に親子の別れを見せなければならないのです」とし、そのあと玉織姫が首を手にしての愁嘆でも、下座に合わせて辺りを伺う動きをするのに気が抜けないという。同じく熊谷を当り役とした七代目幸四郎は「敦盛と心得ていながらも、真の我子に対する情味を以ってすべき」とし、それは師匠に当たる九代目團十郎もそのつもりで演じていたと述べている。

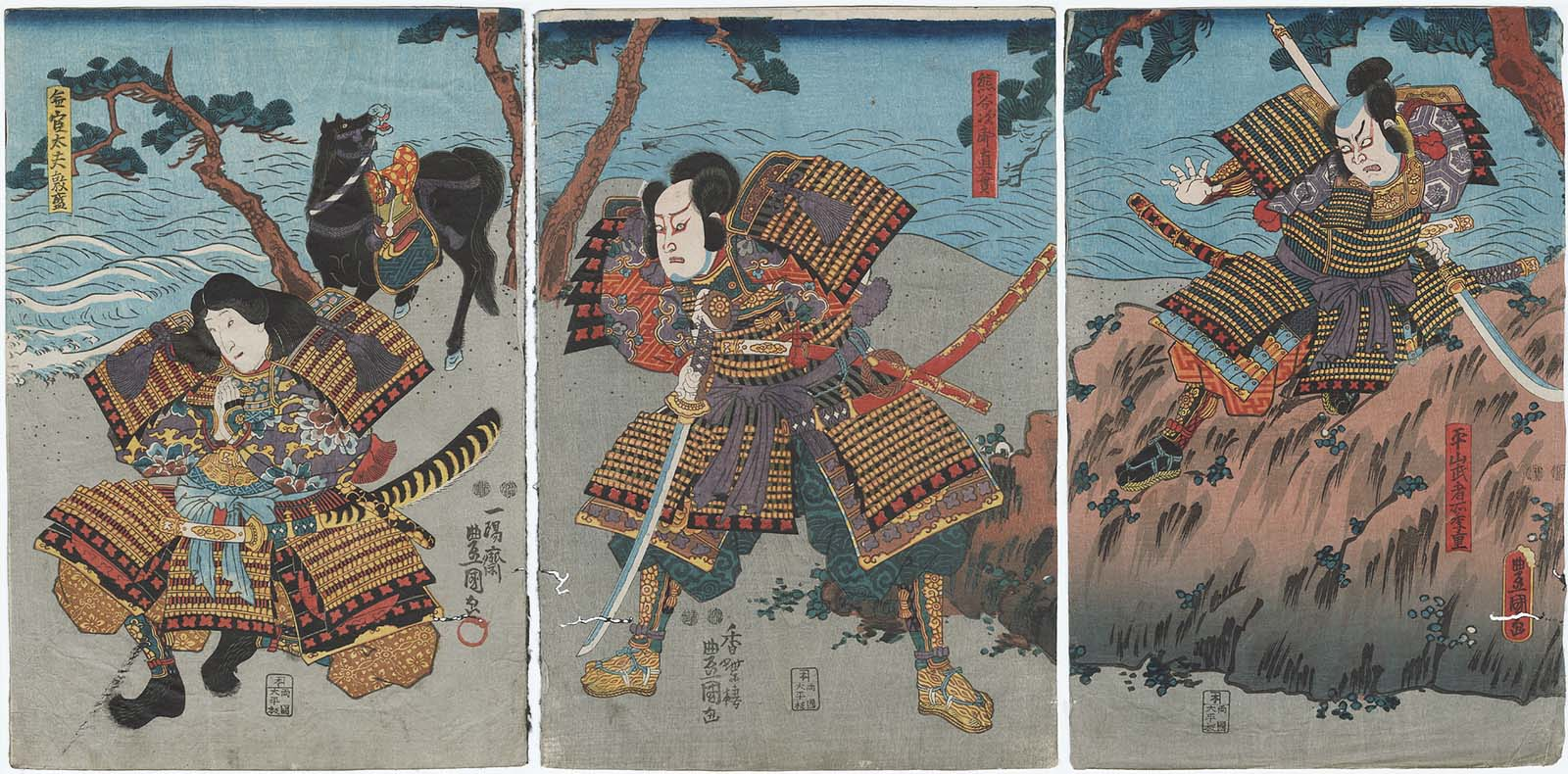
「組討」　討つのをためらう熊谷を「ヤアヤア熊谷、平家方の大将を組敷きながら助くるは、二心に紛れなし…」と、平山武者所が遠くから罵る。右より二代目中山文五郎の平山武者所季重、五代目市村竹之丞の熊谷次郎直実、初代坂東しうかの無官太夫敦盛。嘉永4年（1851年）6月、江戸市村座。本来ならば熊谷たちと平山との間はもっと離れているが、文五郎を大きく描いたことでこのような構図となっている。三代目歌川豊国画。

これに対する敦盛じつは小次郎も芝居の底を割る、すなわちその正体が小次郎だとわかるような芝居をしてはならないとされているが、六代目尾上菊五郎によれば「組討」のなかで二ヶ所、親子の情を表すところがあり、それは平山に熊谷が罵られ、「熊谷ははっとばかりに、いかがはせんと」で熊谷と顔を見合わせるところ、もうひとつはいよいよ熊谷に討たれる時、「玉の様なる御粧ひ」で座した小次郎が熊谷を見上げるところだという。
二代目松緑は「組討」の熊谷を演じるに当たって、まず沖に向う敦盛を見つけて「おーい、おーい…」と熊谷が呼び止めるところが大切だという。それは「ここの敦盛はすでにすり替わった熊谷の息子の小次郎ですから、ここで呼び戻せば、親が手ずからわが子を殺さなければならない」という覚悟の意味があるからだと述べている。また熊谷が乗る馬にも情愛がなくてはならないとし、首を討ったあとの死骸や鎧兜を馬に乗せるところも見物からは雑に見えてはならず、丁寧にやらなくてはいけないという。

## その他
- 戦後間もない昭和25年（1950年）、初代吉右衛門ら出演による「熊谷陣屋」がマキノ雅弘監督により記録映画として撮影された。吉右衛門最晩年の舞台であるが、骨格正しい正統派の丸本歌舞伎の真髄を今に伝える貴重な映像である。
- 「陣屋」で梶原景高があらわれ、花道を駆けて鳥屋にはいると石鑿が当った心で叫び声をあげる。そのあと弥陀六が悠々と上手から現れるのであるが、十一代目片岡仁左衛門は何と下手から現れて皆を驚かせた。理由は「何じゃ、けったいな出前持ちが幕の後ろに立っとるさかいに上手から出えへんかった」という、如何にも天才肌の名優にふさわしいそれであった。もっとも古くは、梶原は鳥屋には入らずに舞台下手で石鑿が当たりばったりと倒れ、そのあと上手から出てきた弥陀六が倒れている梶原のところまで行き、その死骸を片付けるという段取りだったらしい。しかし既に明治10年代には、現在のように梶原が花道を駆けて鳥屋に入ってしまうやりかたが普通になっていたようである[10]。
- 1969年、二代目松緑がサンフランシスコで「陣屋」を演じた時、楽屋に少女が花束を持って訪れ「日本にもこんな素晴らしい反戦劇があるのですね」と感激の面持ちで語り周囲を感動させた。